# Нанс
Окръг Нанс (на английски: Nance County) е окръг в щата Небраска, Съединени американски щати. Площта му е 1160 km², а населението - 4038 души (2000). Административен център е град Фулъртън.